# Něrča
Něrča (rusky Нерча) je řeka v Zabajkalském kraji v Rusku. Je dlouhá 580 km. Povodí řeky je 27 500 km².

## Průběh toku
Pramení na svazích pohoří Černyševa v Oljokminském Stanoviku a teče v široké dolině. Ústí zleva do Šilky (povodí Amuru).

## Vodní režim
Zdrojem vody jsou převážně dešťové srážky. Průměrný roční průtok vody činí 90 m³/s. Zamrzá v říjnu a na dolním toku promrzá až do dna od ledna do dubna. Rozmrzá na konci dubna až na začátku května. Od května do října má nejvyšší vodní stav.

## Využití
Řeka je splavná. Leží na ní město Něrčinsk. V jejím povodí se těží zlato.